# Medophron schlingeri
Medophron schlingeri là một loài tò vò trong họ Ichneumonidae.